# (9531) Jean-Luc
(9531) Jean-Luc est un astéroïde de la ceinture principale.

## Description
(9531) Jean-Luc est un astéroïde de la ceinture principale. Il fut découvert par l'astronome Edward L. G. Bowell le 30 août 1981 à la station Anderson Mesa. Il présente une orbite caractérisée par un demi-grand axe de 2,234 UA, une excentricité de 0,186 et une inclinaison de 5,819° par rapport à l'écliptique.
Il fut nommé en l'honneur de Jean-Luc Margot (né en 1969), scientifique à l'observatoire d'Arecibo.

## Compléments